# Ambasciatori delle Città anseatiche presso la Confederazione Germanica
L'ambasciatore delle Città anseatiche presso la Confederazione Germanica era il primo rappresentante diplomatico delle Città anseatiche (Amburgo, Brema e Lubecca) presso la Confederazione Germanica.

## Storia
In quanto stati membri della Confederazione Germanica, le Città anseatiche avevano diritto ad essere rappresentate anche presso la confederazione tedesca come pure era accaduto in precedenza presso il Sacro Romano Impero presso il reichstag di Ratisbona (1662–1806). La Confederazione tedesca, fondata nel 1815 sulla base del Congresso di Vienna, venne abolita nel 1866 con la creazione della Confederazione Germanica del nord e pertanto la rappresentanza diplomatica delle città anseatiche confluì poi dal 1871 in quella dell'Impero tedesco quando le funzioni di rappresentanza delle città anseatiche passarono all'ambasciatore delle città anseatiche in Germania.

## Città Anseatiche
Seppur radunate in un'unica rappresentanza, di fatti le tre maggiori città anseatiche avevano propri ambasciatori presso la Confederazione Germanica, con denominazioni diverse:
| Inviato di Amburgo (1816-1848) - 1816–1828: Johann Michael Gries (1772–1827) - 1828–1831: vacante - 1831–1838: Karl Sieveking (1787–1847) - 1838–1841: Funzioni assunte dall'ambasciatore di Lubecca presso la Confederazione Germanica - 1841–1844: Karl Sieveking (1787–1847) - 1844–1847: Funzioni assunte dall'ambasciatore di Lubecca presso la Confederazione Germanica - 1847–1848: vacante - 1848–1848: Ascan Wilhelm Lutteroth (1783–1867) - 1848–1848: Edward Banks (1795–1851) | Inviato di Brema (1816-1848) - 1816–1840: Johann Smidt (1773–1857) - 1840–1841: Funzioni assunte dall'ambasciatore di Lubecca presso la Confederazione Germanica - 1841–1848: Johann Smidt (1773–1857) | Ambasciatore di Lubecca (1816-1848) - 1816–1819: Johann Friedrich Hach (1769–1851) - 1819–1823: Anton Diedrich Gütschow (1765–1833) - 1823–1835: Carl Georg Curtius (1771–1857) - 1835–1836: Johann Joachim Torkuhl (1790–1870) - 1836–1838: Funzioni assunte dall'inviato di Amburgo presso la Confederazione Germanica - 1838–1841: Johann Joachim Torkuhl (1790–1870) - 1841–1842: Funzioni assunte dall'inviato di Amburgo presso la Confederazione Germanica - 1842–1844: Funzioni assunte dall'inviato di Brema presso la Confederazione Germanica - 1844–1847: Carl Georg Curtius (1771–1857) - 1847–1848: Johann Joachim Torkuhl (1790–1870) - 1848–1848: Carl Georg Curtius (1771–1857) |

1848-1849: Interruzione delle relazioni diplomatiche a causa della rivoluzione tedesca del 1848-1849Nominalmente e informalmente rappresentarono le tre città anseatiche:
- Per Brema: Johann Smidt (1773–1857),
- Per Amburgo: Edward Banks (1795–1851), poi nel 1849 Gustav Heinrich Kirchenpauer (1808–1887)
- Per Lubecca: vacante

| Inviato di Amburgo (1850-1866) - 1850–1851: Johann Martin Lappenberg (1794–1865) - 1851–1852: Edward Banks (1795–1851) - 1852–1861: Gustav Heinrich Kirchenpauer (1808–1887) - 1861–1864: vacante - 1864–1866: Friedrich Krüger (1819–1896) | Inviato di Brema (1850-1866) - 1850–1857: Johann Smidt (1773–1857) - 1857–1863: Georg Wilhelm Albers (1800–1876) - 1863–1864: vacante - 1864–1866: Funzioni assunte dall'inviato di Amburgo presso la Confederazione Germanica | Ambasciatore di Lubecca (1850-1866) - 1850–1854: Heinrich Brehmer (1800–1872) - 1854–1866: Peter Ludwig Elder (1798–1881) |

1866: Chiusura dell'ambasciata